# Ebriacea
Ebriacea (Ebriida, Ebriidae, Ebridea, Ebriales, Ebriophyceae) je skupina eukaryotických bičíkovců s fagotrofní výživou. Nikdy nebyli kultivováni a obvykle je nacházíme v malých počtech. Jejich klasifikace byla dlouho nejasná, nyní jsou řazeni do superskupiny ("říše") SAR, podříše Rhizaria, kmene Cercozoa.
Ebriacea mají několik zajímavých buněčných vlastností: neobvykle velké jádro se stále kondenzovanými chromozomy, vnitrobuněčná kostra skládající se z křemíkových tyčinek a dva subapikální bičíky.

## Zástupci
Do této skupiny řadíme například rody Ebria a Hermesinum.